# Головинская сельская община
Головинская сельская община (укр. Головинська сільська громада) — территориальная община в Ровненском районе Ровненской области Украины.
Административный центр — село Головин.
Население составляет 7192 человек. Площадь — 200,6 км².
В соответствии с распоряжением Кабинета Министров Украины от 12 июня 2020 года, в состав общины вошла территория Головинского, Звездовского и Злазненского сельских советов упразднённого Костопольского района.

## Населённые пункты
В состав общины входит 12 сёл:
- Головин
  - Базальтовое
  - Берестовец
  - Иваничи
  - Садки
- Звездовский старостинский округ:
  - Звездовка
  - Корчин
  - Ставок
  - Чудвы
- Злазненский старостинский округ:
  - Выгон
  - Злазне
  - Перетоки